# Армандо Кастелаци
Армандо Кастелаци (на италиански: Armando Castellazzi) роден на 7 октомври 1904 г. в Милано е бивш италиански футболист - полузащитник и треньор.

## Кариера
Прекарва цялата си футболна кариера в отбора на ФК Интер, с които става шампион през сезон 1929/30. С националния отбор на Италия записва 3 мача и става световен шампион през 1934 г.
След като приключва кариерата си през 1937 г. (261 мача и 13 гола) става треньор на Амброзиана-Интер. В първия си сезон начело на отбора завършва на седмо място, а на следващата година донася четвъртото в историята на клуба Скудето.

## Отличия
- Шампион на Италия: 1

Интер: 1929/30
- Световен шампион: 1

Италия: 1938

### Като треньор
- Шампион на Италия: 1

Интер: 1937/38